# Hannes Aigner
Hannes Aigner (Augusta, 19 marzo 1989) è un canoista tedesco, specializzato nello slalom K1.
In carriera ha vinto un bronzo olimpico a Londra nel 2012, a cui si aggiungono due ori mondiali e due argenti europei tutti conquistati nella gara a squadre e un bronzo europeo individuale.

## Palmarès
- Giochi olimpici

Londra 2012:  Bronzo nello slalom K1.
Tokyo 2020:  Bronzo nello slalom K1.
- Mondiali di slalom

2010 - Tacen: oro nel K-1 a squadre.
2011 - Bratislava: oro nel K-1 a squadre.
- Europei di slalom

2010 - Bratislava: argento nel K-1 a squadre.
2012 - Augusta: argento nel K-1 a squadre, bronzo nel K-1 individuale.